# Comic Store
Comic Store foi uma editora do interior de São Paulo, no Brasil.

## História
A Comic Store Atuava no mercado de RPG e card games como importadora.

Entre 2003 e 2004 lançou o livro de Opera RPG.
Em 2005, ingressa no ramo de histórias em quadrinhos, com o lançamento de The Long Yesterday, baseado no universo fictício Intempol.

Apesar dos esforços a editora seria encerrada ainda em 2005.